# سینتاشتا

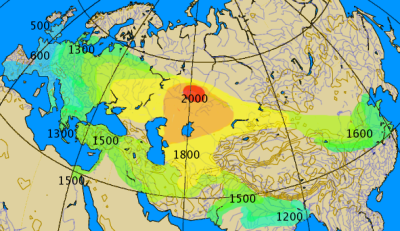
کهن‌ترین گردونه‌های یافت‌شده مربوط به سینتاشتا می‌باشند. چنین نقشه‌ای برای پراکنده شدن گردونه‌های اسبی در جهان پیش نهاده شده است. تاریخ‌ها بر حسب پیش از میلاد می‌باشند. رنگ قرمز فرهنگ سینتاشتا را نشان می‌دهد

سینتاشتا (به روسی: Синташта) نام اقامتگاهی‌است در حوزهٔ فرهنگ آندرونوو و جنوب کوه‌های اورال که پیشینهٔ زیست در آن را میان سال‌های ۲۰۰۰ تا ۱۶۰۰ پیش از میلاد تخمین می‌زنند. این مکان باستانی میان سال‌های ۱۹۶۸ تا ۱۹۸۶ کشف شد و اهمیت کشفش سبب شد که فرهنگ آندرونوو را به نام فرهنگ سینتاشتا-پتروفکا هم بخوانند. سینتاشتا در استان چلیابینسک در روسیه کنونی جای گرفته است. به عقیده محققان فرهنگ سینتاشتا خاستگاه اولیه قوم آریایی (هندوایرانی) محسوب می‌شود.

## ویژگی و یافته‌ها
اکثراً زبان شناسان فرهنگ سینتاشتا را خاستگاه اولیه زبان‌های هندوایرانی می‌دانند که با فرهنگ ظروف طناب دار هم مرتبط است و همچنین تحقیقات نشان می‌دهد که زبان‌های فینو اوگری تا حدی تحت تأثیر زبان‌های هندوایرانی بوده است.

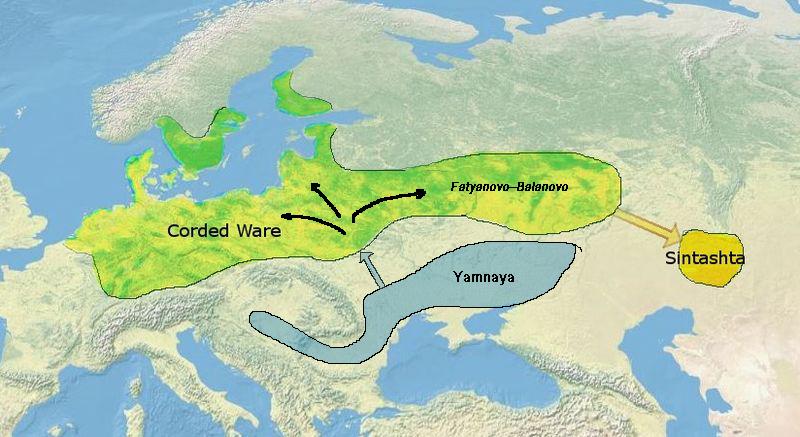
تاثیر پذیری فرهنگ سینتاشتا از فرهنگ ظروف طناب دار

اثرهای به جا مانده در سینتاشتا همانندی بسیاری به اقامت‌گاه نزدیک به آن -آرکائیم- دارد، اگرچه آنِ آرکائیم بهتر مانده است. استحکاماتی در این‌جا وجود داشته است، از جمله حصاری از جنس چوب و خشت خام. مساحت این استحکامات میان شش هزار تا سی هزار متر مربع بوده است. خانه‌های سینتاشتا مستطیلی‌شکل بوده‌اند و میان ۲۵ تا ۱۳۰ متر مربع هم مساحت داشته‌اند. این خانه‌های از ژرفای یک متری زمین ساخته شده بودند و در دو ردیف. همچنین کوره‌های ریخته‌گری در این سکونت‌گاه کشف شده‌اند.
در گورهای یافت‌شده در سینتاشتا اسپ‌هایی نیز به خاک سپرده شده‌بودند. شکل به خاک سپردن -منظور شیوهٔ قراردادن پاهای آنان- این اسپان شیوهٔ تاخت این جانوران را تداعی می‌سازد. در گورهای سینتاشتا شش گردونه را نیز به خاک سپرده‌اند که دیرینگی آنان به پیرامون ۱۷۰۰ تا ۱۵۰۰ پیش از میلاد برآورد می‌شود. گورهای سینتاشتا به جای وابستگی به فرهنگ آندرونوو بیشتر می‌نماید که به فرهنگ اسروبنا وابسته‌باشند. در سطح این گورها لایه‌ای چوبی دیده می‌شود و گویا با بهره‌گیری از ستون‌هایی بامی برای آنها فراهم آورده‌بودند. شیوهٔ به گور سپردن مردمان هم شکل یکنواختی نداشته است، گروهی را به پشت و گروهی به پهلو و در یک مورد کسی را به رو به خاک سپرده‌اند. گورها در روزگاران پیشین شکافته شده و چیزهای درونش دزدیده شده‌اند و تنها ابزار کم‌ارزش‌تر برنزی برجای مانده‌اند.
از آثار به دست آمده از سینتاشتا دانسته شده که اینان مردمانی رمه‌دار بوده‌اند و گوسفند، بز، گاو و اسپ نگاه می‌داشته‌اند. سگ نیز برای کاربرد چوپانی داشته‌اند. استخوان‌های برجای ماندهٔ گراز نشان از شکارگر بودن باشندگان این زیست‌گاه می‌باشد.
باشندگان سینتاشتا آیین قربانی را به جای می‌آورده‌اند و برای قربانی هم از دام‌های خود سود می‌جسته‌اند. این قربانی‌ها در آیین خاکسپاری انجام می‌پذیرفته است.